# Attert (rivière)
Pour les articles homonymes, voir Attert.
L'Attert (prononcer [atɛʁt] ; Atert en luxembourgeois) est une rivière belgo-luxembourgeoise et un affluent en rive gauche de l'Alzette, donc un sous-affluent du Rhin, par la Sûre et la Moselle.

## Géographie
L'Attert prend sa source dans la province de Luxembourg (Belgique) au nord-est de la localité de Thiaumont. Elle se dirige alors vers l'est en passant par Attert et Grendel pour traverser la frontière luxembourgeoise entre les villages Colpach-Bas et Oberpallen.
Son cours se poursuit par les localités de Ell et Redange-sur-Attert, puis Reichlange et Useldange. Après avoir passé Boevange-sur-Attert et Bissen, elle se jette dans l'Alzette en aval de Colmar-Berg.
Elle a une longueur de 38 km. La superficie du bassin versant est de 298,9 km2, dont 75 % au Luxembourg et 25 % en Belgique.